# Paratropeza flavibasis
Paratropeza flavibasis là một loài ruồi trong họ Tachinidae.